# 釜尾古墳
釜尾古墳（日语：／ Kamaokofun）是位於日本熊本縣熊本市北區釜尾町的一座圓墳，為裝飾古墳，日本國史跡。

## 概要
古墳位於熊本縣中部熊本市中心北面釜尾台地的突出部分。按《肥後國誌》記載，明和6年（1769年）發現古墳，其西面建有天神社（釜尾天神），墳丘因而削去西面部分。
古墳原本是圓形，現在只剩餘一半，直徑18米，高6米，墳丘周圍由闊3-4米的周壕所包圍，墓室為橫穴式石室，朝南方向露出，內裡的牆壁有雙腳輪狀紋的裝飾紋樣，亦出土了鐵製武具等陪葬品。從石室的形態推斷，古墳建於古墳時代後期（6世紀後半）。
1919年，京都帝國大學文學部以濱田耕作為中心考古團隊對古墳展開了調查:2，兩年後古墳域獲指定為日本國史跡。1990年，進行了周壕的確認調查。在2016年熊本地震中，古墳與井寺古墳等位於熊本縣的古墳均被震損，發生了例如墳丘產生裂痕等的情況。

## 墓室
墓室是由安山岩製成的兩袖式複室橫穴式石室。規模如下。
- 石室全長：約9.6米
- 玄室（日语：玄室）
  - 長：3.6米
  - 闊：3.6米
  - 高：3米
- 前室
  - 長：1.75米
  - 闊：0.9米
  - 高：1.5米
- 羨道（日语：羨道）
  - 長：6米
  - 闊：約1米
  - 高：0.7米

玄室的側壁由細石堆砌而成，下半部層塗成紅色，上半部分則是白色，玄室盡頭的牆壁則是，埋葬死者用的石屋形。玄室內有紅、藍和白，三種顏色，裝飾紋樣則是雙腳輪狀紋、鋸齒紋、三角紋和同心圓紋。

## 出土文物
從石室出土了須惠器、管玉、鐵劍、鐵刀、挂甲和馬具。

## 文物

### 日本國史跡
- 釜尾古墳—1921年3月3日指定[4]。

## 外部連結
- 釜尾天神と釜尾古墳[永久]
- 釜尾古墳[永久]